# Пальцинский остров
Пальцинский остров — расположен на Куйбышевском водохранилище вблизи Ульяновска, удалён от левого берега Волги на расстояние около 3 км, от правого — около 6 км. Является памятником природы регионального значения.

## Описание
Поверхность острова расположена на 6 метров выше нормального подпорного уровня водохранилища. Вокруг острова находятся обширные мели, и поэтому площадь острова в зависимости от уровня водохранилища может варьироваться.
Общая площадь острова — 41,0 га, причём из них 15,5 га занимают голые пески, чуть более 15 га — участки соснового леса, а около 10 га — поляны. Остров вытянут в направлении с севера на юг узкой полосой, чья длина превышает 1,5 км; наибольшая ширина острова — 0,3 км.
В геологическом строении острова принимает участие первая надпойменная терраса, образованная низкими верхнечетвертичными аллювиальными отложениями Волги, которая, в основном, сложена кварцевыми мелкозернистыми песками, переслаивающимися с суглинками.

### Флора
Современная растительность острова — это остатки соснового леса. Максимальный возраст сосен составляет 110 лет.
Флора острова насчитывает около 100 видов, из которых четыре вида включены в список охраняемых растений Ульяновской области — козелец пурпуровый, ландыш майский, ковыль перистый, прострел раскрытый. Травяной ярус острова разнообразен; в основном он представлен следующими видами: вейник наземный, костёр безостый, ландыш майский, купена душистая, герань кроваво-красная, василёк синий, щавель кислый, земляника лесная, клубника дикая, звездчатка злаковая, прострел раскрытый. Местами встречаются растительные сообщества, где помимо древесного и травянистого ярусов развит также и кустарниковый ярус, который представлен рябиной обыкновенной, бузиной красной, ежевикой, шиповником иглистым, малиной, крушиной ломкой, жестером слабительным; для данной территории они являются коренными, однако в настоящее время встречается в Ульяновской области редко.

### Фауна
О фауне беспозвоночных животных острова данных нет. Присутствие земноводных животных не отмечено. Пресмыкающиеся представлены одним видом — прыткой ящерицей. Из млекопитающих также обнаружен только один вид — рыжеватый суслик. Фауна птиц насчитывает 18 видов (без учёта перелётных видов). Отмечено гнездование малого зуйка, речной крачки, малой крачки, береговой ласточки, серой вороны, садовой славки, полевого воробья, зяблика. Особый интерес представляют сезонные скопления черноголовых хохотунов (вид включён в Красную книгу России), гнездовая колония малых крачек, куликов-сорок (вид занесён в Красный список редких и исчезающих птиц Ульяновской области (Красная книга Ульяновской области)).

## История
Пальцинский остров существовал и до затопления обширных территорий в 1955 году Куйбышевским водохранилищем, он находился между Волгой и Пальцинской воложкой, но он был затоплен, а нынешний остров образовался в результате затопления деревень Большое и Малое Пальцино, холма с сосновым бором — начала Большого Пальцино.
С 1994 года, распоряжением Главы администрации Ульяновской области от 21 ноября 1994 года № 1190-р, остров утверждён памятником природы. См. статью: Список особо охраняемых природных территорий Ульяновской области (ООПТ № 064).
До 2004 года остров входил в состав 4-го квартала Красноярского лесничества Ульяновского лесхоза, затем вошёл в состав Ульяновского городского округа, приписан к Заволжскому району.

## Факты
Для обеспечения сохранности экосистем острова запрещается:
1. Строительство каких-либо сооружений, коммуникаций, зданий (кроме устройства простейших мест отдыха);
2. Уничтожение древесно-кустарниковой растительности (кроме санитарных рубок), сбор травянистых растений, посещение колоний чайковых птиц в период гнездования;
3. Одновременное пребывание на острове людей в количестве более 20 человек, разведение костров за пределами специально оборудованных мест;
4. Разработка песка земснарядами на берегах острова и в 300-метровой защитной полосе.

## Остров в культуре
- В 2023 году на острове был снят видеоклип дуэта Aleks Ataman & Finik на песню «Широка река»[6].

## Галерея

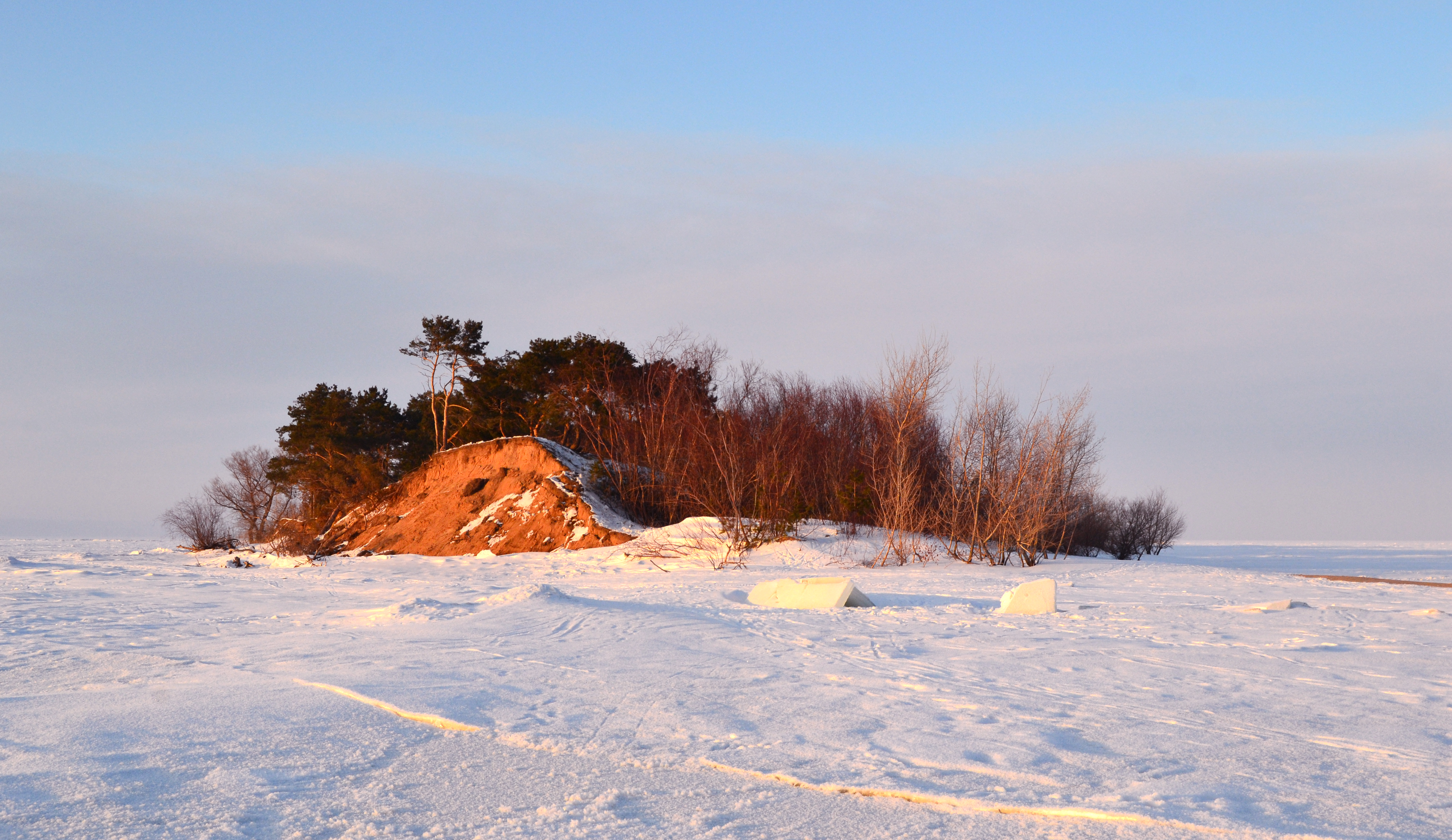
Остров Пальцинский зимой (южная сторона)
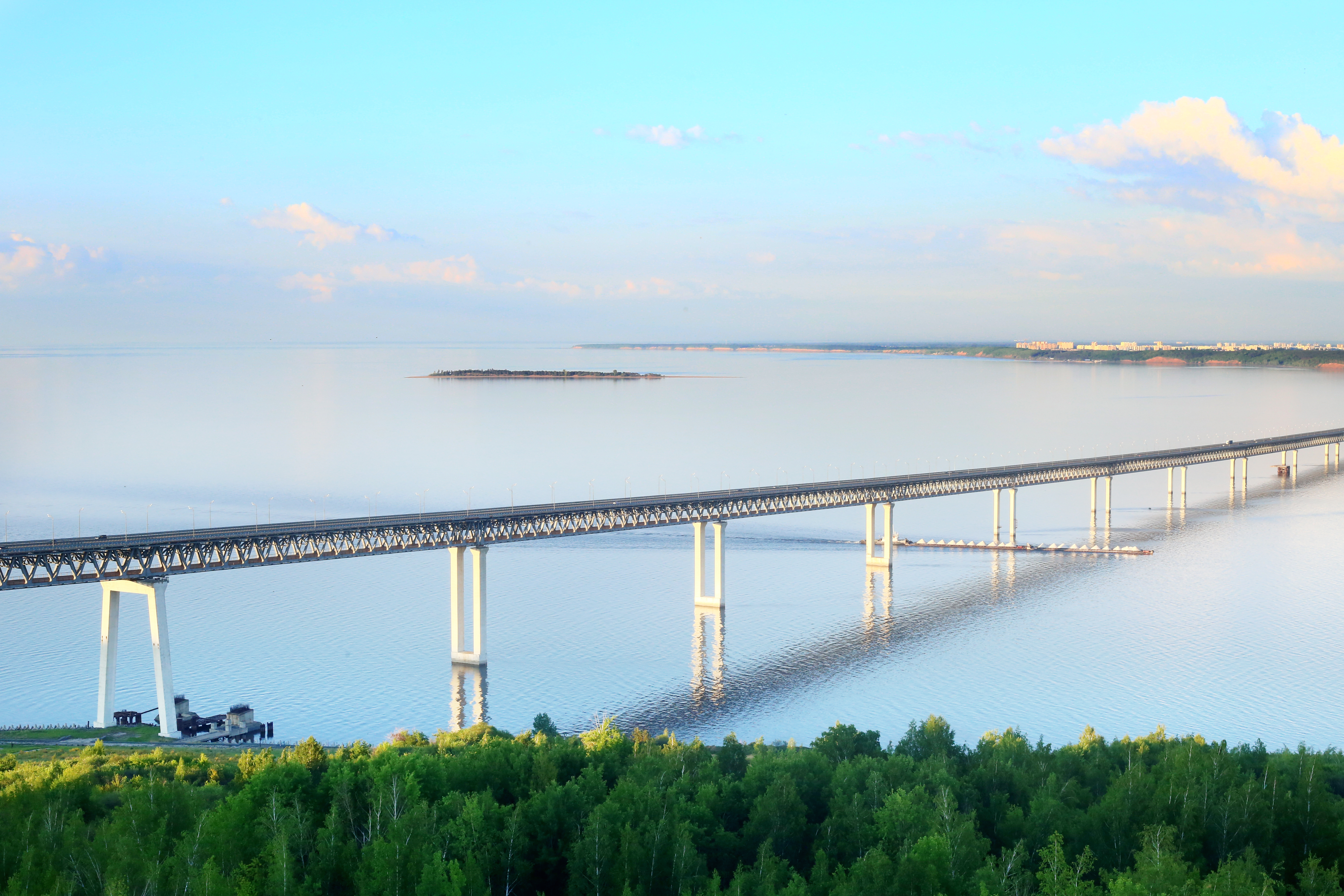
Вид на остров Пальцинский
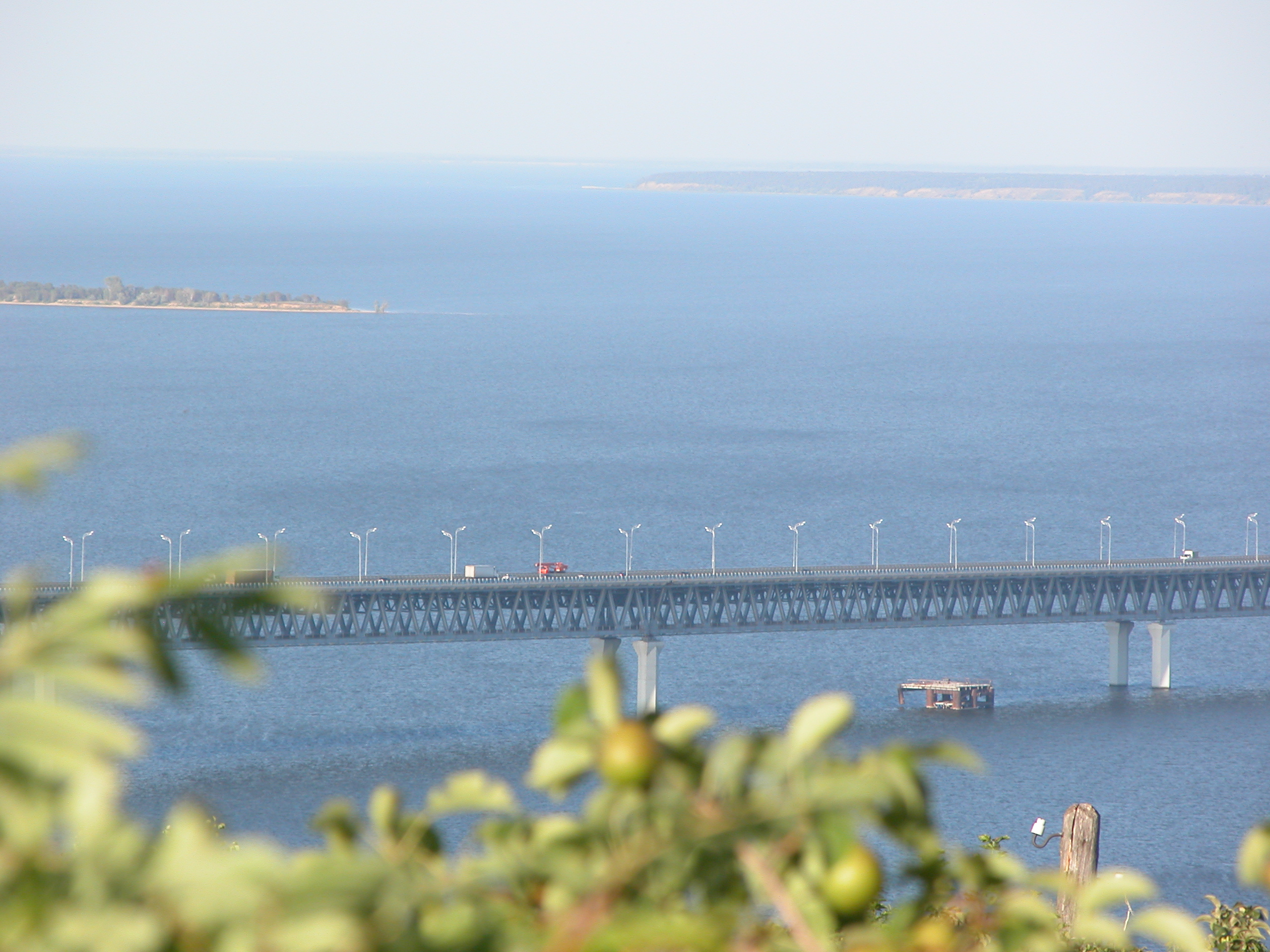
Вид на новый мост и Пальцинский остров
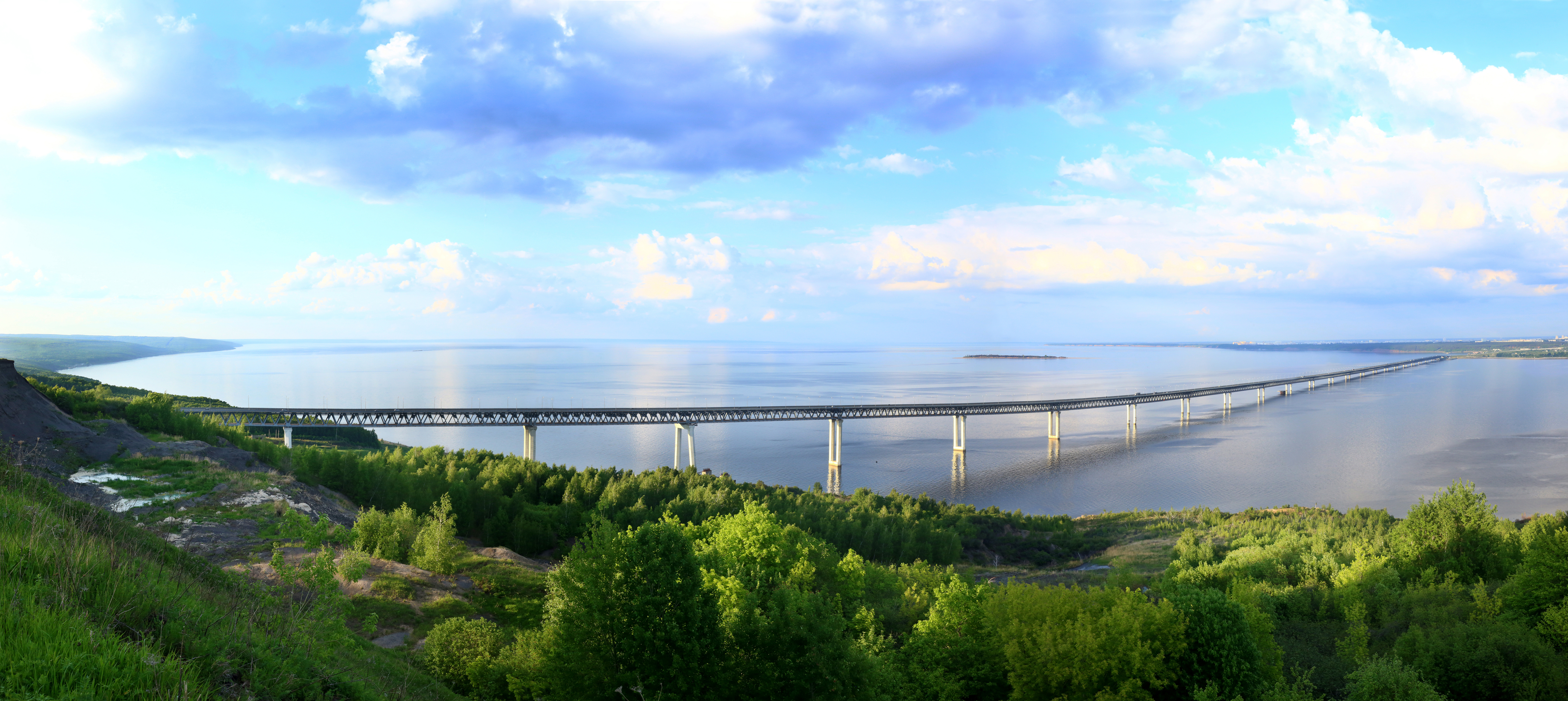
Вид на Пальцинский остров и Президентский мост со смотровой площадки на правом берегу реки Волги